# Valonský šíp 2024
88. ročník jednodenního cyklistického závodu Valonský šíp se konal 17. dubna 2024 ve valonské provincii Lutych v Belgii. Vítězem se stal Brit Stephen Williams z týmu Israel–Premier Tech. Na druhém a třetím místě se umístili Francouz Kévin Vauquelin (Arkéa–B&B Hotels) a Belgičan Maxim Van Gils (Lotto–Dstny). Závod byl součástí UCI World Tour 2024 na úrovni 1.UWT a byl osmnáctým závodem tohoto seriálu. 

## Týmy
Závodu se zúčastnilo všech 18 UCI WorldTeamů a 7 UCI ProTeamů. Na startu bylo 174 závodníků, ale do cíle dojelo jenom 44 z nich.
UCI WorldTeamy
- Alpecin–Deceuninck
- Arkéa–B&B Hotels
- Astana Qazaqstan Team
- Cofidis
- Decathlon–AG2R La Mondiale
- EF Education–EasyPost
- Groupama–FDJ
- Ineos Grenadiers
- Intermarché–Wanty
- Lidl–Trek
- Movistar Team
- Red Bull–Bora–Hansgrohe
- Soudal–Quick-Step
- Team Bahrain Victorious
- Team dsm–firmenich PostNL
- Team Jayco–AlUla
- UAE Team Emirates
- Visma–Lease a Bike

UCI ProTeamy
- Bingoal WB
- Euskaltel–Euskadi
- Israel–Premier Tech
- Lotto–Dstny
- Q36.5 Pro Cycling Team
- Team TotalEnergies
- Uno-X Pro Cycling Team

## Výsledky
| Pořadí | Jezdec                           | Tým                        | Čas        |
| ------ | -------------------------------- | -------------------------- | ---------- |
| 1      | Stephen Williams (GBR)           | Israel–Premier Tech        | 4h 40' 24" |
| 2      | Kévin Vauquelin (FRA)            | Arkéa–B&B Hotels           | + 0"       |
| 3      | Maxim Van Gils (BEL)             | Lotto–Dstny                | + 3"       |
| 4      | Benoît Cosnefroy (FRA)           | Decathlon–AG2R La Mondiale | + 3"       |
| 5      | Santiago Buitrago (COL)          | Team Bahrain Victorious    | + 3"       |
| 6      | Tobias Halland Johannessen (NOR) | Uno-X Mobility             | + 10"      |
| 7      | Romain Grégoire (FRA)            | Groupama–FDJ               | + 10"      |
| 8      | Dorian Godon (FRA)               | Decathlon–AG2R La Mondiale | + 10"      |
| 9      | Tiesj Benoot (BEL)               | Visma–Lease a Bike         | + 10"      |
| 10     | Guillaume Martin (FRA)           | Cofidis                    | + 10"      |